# Забриски-пойнт
«Забриски-пойнт» (англ. Zabriskie Point) — американский кинофильм режиссёра Микеланджело Антониони, один из центральных фильмов культуры хиппи. Фильм представляет собой социальную драму об американской молодежи конца 1960-х — начала 1970-х годов.
Съёмки начались летом 1968 года (в августе) и были завершены в ноябре того же года, на экраны лента вышла в феврале 1970 года. В главных ролях снялись непрофессиональные актёры Марк Фрешетт и Дарья Халприн, для которых эта работа стала дебютной.

## Сюжет
Фильм начинается с того, как группа студентов, сидя в университете, обсуждает создание революционного движения для борьбы за свои права, которые, по их мнению, ущемляются. Как можно понять из их разговора, борьбу начали студенты-афроамериканцы, но теперь к ним хотят присоединиться и «белые», и поэтому группа также думает над способами агитации для привлечения большего количества студентов, так как они настроены дать серьёзный отпор властям. По словам одной из девушек, лидера движения, они уже испробовали законные меры (ходатайства и т. д.) для того, чтобы их услышала власть, но «ни черта у них не вышло». Она говорит, что их «страна скатывается к фашизму» и призывает закрыть университет. Один из студентов-афроамериканцев говорит, что с человеком можно разговаривать только на его же языке, и если его язык — язык оружия, то отвечать нужно тем же. У него спрашивают, готов ли он умереть. Он отвечает, что «чёрные» умирали и умирают в борьбе за свои права, и если они стоят во главе этого движения, то это потому, что платят за это своей кровью, и они не собираются сдаваться. Марк в продолжение всей дискуссии ничего не говорит и не выражает никакого интереса к происходящему. После слов студента-афроамериканца он поднимается со своего места и говорит: «Я тоже готов умереть…но не от скуки», — и покидает аудиторию. Собравшиеся начинают возмущаться, но сосед Марка по комнате всех успокаивает и говорит, что он «свой», просто пока не определился, готов ли поддерживать революционное движение.
Далее Марк едет с соседом в машине (подвозит его к тому месту, где проходит демонстрация студентов). Тот достаёт и заполняет анкету, благодаря которой его могут раньше отпустить из полицейского участка в случае массовых арестов. Марк критически оценивает данное действие и говорит: «В день, когда вы не будете рассчитывать на поражение, я примкну к вашему движению». Когда друг отвечает, что перед многими людьми даже не стоит вопрос, участвовать в движении или нет, так как для них это «вопрос жизни и смерти», Марк говорит: «О том и речь. Это серьёзно, это не игра!». Его друга вместе с другими участниками демонстрации арестовывают. Причём среди них оказываются не только студенты: полицейский спрашивает одного из арестованных, взрослого мужчину, о роде его деятельности, и тот отвечает, что он профессор истории. Полицейский, составляющий протокол, говорит: «Это слишком длинно. Запишем „клерк“». Мужчина говорит, что многим задержанным требуется медицинская помощь, на что полицейский отвечает: «Вы не говорили, что Вы врач». Марк приезжает за своим другом в участок, спрашивает у полицейских, может ли он внести за него залог или как-то его вытащить, но его не пропускают. Друг его видит и машет ему рукой. Марк кричит ему, может ли он чем-то помочь. Тогда полицейский открывает перед ним решётку, как бы пропуская к другу, но таким образом обманывает его, закрывает за ним решётку, заламывает руки и тоже арестовывает. Для протокола у парня спрашивают, как его зовут, и он отвечает: «Карл Маркс». Но полицейские (которых студенты все время называют «свиньями») не понимают юмора и так и записывают имя в картотеку.
Затем Марк с ещё одним другом приезжают в магазин оружия, из которого выходят полицейские, видимо, только что уже совершившие покупку. Сначала продавец объясняет им процедуру покупки оружия, при которой он может им его выдать только спустя несколько дней, за которые будет проверено, была ли у парней судимость. Но Марк убеждает продавца, что эти законы действуют в мирное время, а сейчас им некогда ждать, им нужны пистолеты для самообороны и «чтобы защитить наших женщин». Продавец соглашается и продаёт им пистолеты, причём не самого маленького калибра. Другой продавец сообщает им, что, по закону, они могут защищать свой дом. Поэтому «если вы застрелите кого-то во дворе, втащите их внутрь (дома)».
Марк с соседями по комнате слушает радио. Диктор говорит, что было арестовано ещё 25 студентов и 3 профессора и «пора положить конец студенческим беспорядкам». Тогда Марк решает поехать и своими глазами увидеть, что происходит в университете.
На улицах беспорядки, студенты выкрикивают лозунг «Власть (силу) людям!». В подавлении забастовки участвует целый отряд вооружённых полицейских. Многие студенты ранены. Они поднимают окровавленную белую тряпку как флаг.
Некоторые студенты скрываются от полиции в здании университета и сидят там с оружием. Они не реагируют на приказ полицейских выйти, тогда их «выкуривают» из помещения при помощи газа. Когда студенты выбегают, полицейский замечает у одного из них оружие и убивает его. Марк видит все это из-за стены дома. Когда происходит убийство, он тянется за пистолетом, чтобы выстрелить в полицейского, но его кто-то опережает, и полицейский падает (и умирает, как мы узнаём впоследствии). Марк убегает.
Он останавливается в закусочной, чтобы позвонить другу. Там стоят два плотных мужчины и покупают себе по большому бутерброду. Марк смотрит на это голодными глазами. Он звонит соседу, и тот говорит, будто кто-то видел его по новостям. Марк кладёт трубку и просит повара дать ему бутерброд в долг. Но тот отвечает: «Не то чтобы я не верю конкретно тебе… но если бы я поверил тебе, я должен был бы поверить всем людям на свете». Марк говорит: «Вы правы», — и уходит.
Марк идёт по улице и смотрит на пролетающий в небе самолёт. На большом плакате рядом с дорогой реклама: «Давай убежим от этого всего» (Let's get away from it all). Марк заходит на стоянку личных легкомоторных самолётов и угоняет один из них. Он улетает за город и, пролетая над пустынной местностью, замечает машину, в которой едет Дарья. Он начинает «заигрывать», пролетая над самым капотом машины. Сначала девушка не понимает, что происходит. Она выбегает из машины, чтобы посмотреть на самолёт хулигана. Тогда Марк сбрасывает ей с неба большую красную футболку (не свою), и она понимает, что он хочет с ней познакомиться. Так их линии пересекаются.
Дарья является представительницей культуры хиппи: курит траву, свободно занимается любовью, подрабатывает, только когда ей нужны деньги на еду. Так, подменяя секретаршу в каком-то офисе, она знакомится с Ли Алленом, главой компании «Солнечные дюны», которая занимается облагораживанием пустынных земель и строительством на их месте курортных отелей. После этого знакомства Дарья становится секретаршей Аллена и, предположительно, его любовницей.
В один из дней она едет по работе в дом Аллена в городе Феникс, где происходит деловое совещание между представителями компании «Солнечные дюны» и инвесторами, они спорят о размере вложений. По дороге Дарья пытается отыскать небольшой городок, о котором ей рассказал кто-то из знакомых, будто бы «это потрясающее место для медитации». Причём названия города она не помнит и звонит Аллену предупредить о том, что задерживается и не сможет приехать в Феникс вовремя, он немного взволнован, пытается узнать, где она, но она отвечает: «Нет, а то ты пришлёшь за мной вертолёт». А когда он предлагает оплатить их телефонный разговор, она говорит: «До встречи в Фениксе», — и вешает трубку. Хозяин забегаловки у дороги, откуда она звонит, говорит ей, что она уже находится в том городе, который ищет. Он угадывает, что ей нужен человек по имени Джеймс Паттерсон. Этот хозяин кафе рассказывает, что сей человек решил стать благодетелем и привёз из Лос-Анджелеса не совсем здоровых (психически) беспризорных детей на перевоспитание. Мужчина говорит: «Если они не нужны в Лос-Анджелесе, то почему они нужны здесь?». По его мнению, «это гибель для их города» и своими действиями Джеймс «уничтожит частицу американской истории», так как дети наносят ущерб городу. Как бы в подтверждение его слов, в окно кафе прилетает камень, брошенный шайкой мальчишек (8—10 лет). Дарья идёт за ними, пытаясь заговорить и узнать про Джеймса. Но они сначала от неё убегают, а затем окружают девушку, и один из мальчишек просит дать им потрогать её за задницу. Она спрашивает: «А вы точно знаете, что с ней делать?». Мальчики отвечают, что знают, и начинают к ней приставать, Дарья в смятении убегает. Она садится в машину и продолжает свой путь в Феникс, когда её сверху «атакует» Марк на самолёте.
Дарья понимает, что Марк — тот самый человек, угнавший самолёт в Лос-Анджелесе, о котором она слышала по новостям. Несмотря на это, она соглашается его подвезти. Они оставляют самолёт на автозаправке в пустыне. Молодые люди доезжают до Забриски-пойнт — место, где 5—10 миллионов лет назад были озера, которые впоследствии иссушились, и теперь там только песок и разные соляные породы. Марк и Дарья общаются, она курит травку, он отказывается и благодарит её за то, что она оказалась настолько толерантной, чтобы подвезти парня, который не употребляет. На расспросы Дарьи Марк говорит, что он не был очень близок группе студентов, так как ему были скучны их разговоры, но наступает момент, когда приходится решать, на чьей ты стороне. Дарья говорит, что сторон много, а не только «герои или злодеи». На это Марк отвечает, что если не воспринимать злодеев как злодеев, то от них нельзя избавиться. Дарья спрашивает, разве это может изменить картинку мира. И Марк говорит: «Почему бы и нет? Разве ты можешь придумать что-то получше?».
Они гуляют по пустыне, и Дарья говорит, что здесь спокойно. Марк исправляет её: «Здесь все мертво». Тогда Дарья в шутку предлагает ему сыграть в игру «смерти»: она встанет на один конец пустыни, а он на другой. По мере сближения каждый должен убивать живых существ («начнём с ящериц и змей, а потом перейдём к мышам и кроликам»). Выигрывает тот, кто больше убьёт, и победитель убьёт проигравшего. Марк говорит, что вообще не хочет играть ни в какие игры.
Также, болтая, Дарья озвучивает мысль о том, как было бы хорошо, если бы люди научились вживлять мысли в головы друг друга наподобие растений. Тогда они могли бы убрать все грустные воспоминания и «насадить» хорошие, о счастливом детстве и заботливых родителях. «Да, чтобы забыть, как это было ужасно», — добавляет Марк. Они бегают и кричат по пустыне в своё удовольствие. Марк спрашивает, будет ли Дарья с ним, куда бы он ни поехал. Но оба понимают несерьёзность этого разговора. Марк и Дарья занимаются любовью на песке. Показаны кадры других молодых людей, занимавшихся любовью в этом месте.
Герои хотят уже покинуть пустыню, как вдруг видят полицейскую машину. Марк прячется за туалетной кабинкой, Дарья идёт разговаривать с полицейским. Он задаёт пару вопросов и собирается уехать. В это время Марк взводит курок и намеревается выстрелить в полицейского из-за кабинки. Дарья видит это и закрывает собой полицейского. Тот уезжает.
Девушка возвращается к Марку. Она подозревает, что он может быть тем человеком, кто убил полицейского во время забастовки студентов, так как слышала по радио, что он был белым. Но Марк говорит, что это был не он, и она ему верит. Они возвращаются на заправку, где оставили самолёт. Вместе с пожилым мужчиной, работающим там, они раскрашивают самолёт, рисуют на нём женские груди, мужской половой орган, а также лозунги: «Нет войне», «Плевать на доллары».
Дарья предлагает Марку уехать с ней и не лететь обратно в Лос-Анджелес. Но Марк говорит, что не может просто так взять чужой самолёт и не вернуть его, даже не сказав «спасибо». Герой заверяет девушку, что припаркует самолёт подальше от города, чтобы успеть скрыться. Они расстаются.
Марк прилетает обратно в Лос-Анджелес, на ту же парковку, откуда угонял самолёт. Там его уже поджидают полиция и журналисты. Сначала самолёт пытается «уехать» от окружающих его полицейских машин, и тогда полицейские стреляют. Когда они подходят к кабине, Марк оказывается мёртв.
Дарья узнаёт об этом из новостей по радио. Она приезжает в дом Аллена в Фениксе. Там она видит женщин (предположительно, подруг/жён мужчин, участвующих в переговорах), отдыхающих у бассейна, пока мужчины обсуждают дела внутри дома. Дарья гуляет по территории около дома и видит воду, стекающую из источника по камням. Она смотрит на неё, начинает плакать, скорбя по Марку, и стоит так, плача, прижавшись к мокрым камням.
Потом она заходит в дом. Аллен замечает её, радостно встречает и говорит пойти переодеться в отведённую ей комнату. Дарья нерешительно открывает дверь комнаты, но захлопывает её. Потом мимо неё проходит индианка, которая, судя по одежде, является прислугой в этом доме. Дарья смотрит ей вслед несколько секунд, потом срывается с места и уходит из дома, собираясь уехать.
Уже стоя около машины, она оборачивается и представляет, как дом взрывается.

## В ролях
- Марк Фрешетт — Марк
- Дарья Халприн — Дарья
- Пол Фикс — владелец придорожного кафе
- Род Тейлор — Ли Аллен, босс Дарьи
- Кэтлин Кливер — Кэтлин
- Дж. Д. Спрэдлин — партнер Ли
- Билл Гарауэй — Морти

## Кассовые сборы
«Забриски-пойнт» оказался кассовым провалом: при бюджете в 7 млн долл. кассовые сборы ленты составили всего лишь 900 тыс. (в то время, как предыдущий фильм Антониони «Фотоувеличение» при бюджете в 1,4 млн долл. собрал в мировом прокате 10,8 млн).

## Музыка
В фильме использованы композиции Pink Floyd, The Youngbloods, The Kaleidoscope, The Rolling Stones, Патти Пейдж, Grateful Dead, Роя Орбисона.
В 1970 году выпущен альбом «Zabriskie Point», в который вошло большинство композиций из саундтрека:
- Pink Floyd — «Heart Beat, Pig Meat»
- The Kaleidoscope — «Brother Mary»
- Grateful Dead — «Dark Star»
- Pink Floyd — «Crumbling Land»
- Патти Пейдж — «Tennessee Waltz»
- The Youngbloods — «Sugar Babe»
- Джерри Гарсия — «Love Scene»
- Роско Холкомб — «I Wish I Was a Single Girl Again»
- The Kaleidoscope — «Mickey’s Tune»
- Джон Фэхи — «Dance of Death»
- Pink Floyd — «Come in Number 51, Your Time Is Up»

В фильме также звучит композиция Роя Орбисона — «So young». The Doors написали для фильма песню «L’America», которую Антониони отклонил. Большая часть материала, написанного Pink Floyd, также была отвергнута, однако в фильме использовалась известная композиция «Careful with That Axe, Eugene» (под названием «Come in Number 51, Your Time is Up»), переделанная по просьбе Антониони в мае 1968 года. Кроме того, часть предложенного материала была использована позже. В частности, песня «Us and Them» из знаменитого альбома The Dark Side of the Moon создана на основе композиции, написанной Ричардом Райтом во время работы над музыкой для фильма.
В 1997 году вышел расширенный альбом «Zabriskie Point», содержащий кроме перечисленных композиций, бонус-трекиː
| №  | Название                                               | Artist       | Длительность |
| -- | ------------------------------------------------------ | ------------ | ------------ |
| 1. | «Love Scene Improvisations (Version 1)» (Garcia)       | Jerry Garcia | 6:18         |
| 2. | «Love Scene Improvisations (Version 2)» (Garcia)       | Jerry Garcia | 8:00         |
| 3. | «Love Scene Improvisations (Version 3)» (Garcia)       | Jerry Garcia | 7:52         |
| 4. | «Love Scene Improvisations (Version 4)» (Garcia)       | Jerry Garcia | 8:04         |
| 5. | «Country Song» (Gilmour/Waters/Wright/Mason)           | Pink Floyd   | 4:37         |
| 6. | «Unknown Song» (Gilmour/Waters/Wright/Mason)           | Pink Floyd   | 6:01         |
| 7. | «Love Scene (Version 6)» (Gilmour/Waters/Wright/Mason) | Pink Floyd   | 7:26         |
| 8. | «Love Scene (Version 4)» (Wright)                      | Pink Floyd   | 6:45         |

## Интересные факты
- Фильм назван по местности Забриски-пойнт в Долине Смерти. Фильм снимался не там, а в ближайших окрестностях, так как власти, наслышанные о хиппово-сексуальном содержании отдельных сцен фильма, запретили снимать непосредственно в Забриски-пойнт.
- Все сцены в студенческом городке (кроме собрания студентов в начале фильма) были сняты в Contra Costa Community College в Сан-Пабло.
- Дарья и Марк встречались и после съёмок фильма несколько лет.
- В фильме можно увидеть высотное здание Ричфилд-Тауэр в Лос-Анджелесе, снесённое ещё до выхода фильма на экран.
- Одним из сценаристов фильма была супруга Бернардо Бертолуччи Клэр Пиплоу.
- Консерваторы осуждали Антониони за сжигание американского флага, шериф Окленда обвинил режиссёра в том, что тот приехал разжигать народные бунты, а управление штата начало следствие по делу о предполагаемом «антиамериканизме»[2].
- В фильме в роли работника аэропорта снимался Харрисон Форд, но при монтаже все сцены с его участием были вырезаны.
- До съёмок в фильме Марк Фрешетт работал плотником. Был случайно замечен Антониони на улице Бостона, когда вступил в перепалку с женщиной. Именно такой взрывной герой и нужен был для фильма. 29 августа 1973 года Марк с двумя друзьями попытался совершить ограбление банка, но был арестован и осуждён на 15 лет тюремного заключения. 27 сентября 1975 года Марк умер от удушья во время занятий тяжёлой атлетикой в тюрьме[3].
- Концовка фильма (замедленный взрыв дачи) спародирована в 1973 году Эльдаром Рязановым в фильме «Невероятные приключения итальянцев в России» (замедленный взрыв АЗС).
- В романе Пелевина «Омон Ра» Забриски-Пойнт фигурирует в виде пластинки Пинк Флойд, которую искал один из героев. Главный герой романа, узнав об этом, говорит, что у него была эта пластинка, вернее, магнитная пленка с этим альбомом, но ничем ему не запомнилась. Позже выясняется, что он соврал своему другу, чтобы тот не оставлял на этой земле, уходя, никаких тайн.